# Raúl Díaz Arce
Raúl Ignacio Díaz Arce (San Miguel, 1 de febrero de 1970) es un exfutbolista y entrenador salvadoreño. Jugaba de delantero y es el máximo anotador de la Selección de fútbol de El Salvador con 39 goles.

## Trayectoria
Díaz Arce jugó en el Club Deportivo Dragón de la Segunda División de El Salvador (conocida también como Liga de Ascenso) desde 1988 hasta 1991, cuando fue fichado por el Club Deportivo Luis Ángel Firpo de la Primera División de El Salvador, donde jugó entre 1991 y 1996, marcando un total de 150 goles, incluyendo 25 en la temporada 1995-96.
En 1996, Díaz Arce emigró hacia la recién fundada Major League Soccer de los Estados Unidos. En el Draft Inaugural de Jugadores de la MLS 1996 fue elegido en décimo lugar por el D.C. United de Washington D. C.. En su primera temporada en Estados Unidos anotó 23 goles, siendo el segundo jugador con más goles anotados tras Roy Lassiter. En su segunda temporada anotó 15 goles, y ganó su segunda MLS Cup consecutiva.
Tras terminar la temporada de 1997 fue traspasado al New England Revolution de Foxborough, debido a problemas con Marco Etcheverry y el tope salarial. Díaz Arce anotó 18 goles y dio 8 asistencias de gol en su nuevo equipo. En 1999 volvió a ser traspasado jugando en San José Clash, Tampa Bay Mutiny, y siendo también propiedad de MetroStars de Nueva York. Ese año anotó 13 goles y dio 7 asistencias. Empezó la temporada de 2000 en el mismo equipo, pero terminó el año en D.C. United.
En 1999 volvió a ser traspasado al San José Clash, Tampa Bay Mutiny, y siendo también propiedad de MetroStars de Nueva York. Ese año anotó 13 goles y dio 7 asistencias. Empezó la temporada de 2000 en el mismo equipo, pero terminó el año en D.C. United.
En 2001, fue traspasado a Colorado Rapids al poco de empezar la temporada, siendo este su último equipo en la MLS. Cuando dejó la liga estadounidense era el segundo máximo realizador en la historia de la liga con 82 goles, sólo superado por Roy Lassiter.
En 2002 regresó a su país para jugar en el Club Deportivo Águila, con poco éxito. Ese mismo año fue contratado por el Charleston Battery de la USL First Division. En 2004 finalizó su carrera en el Puerto Rico Islanders.

## Selección nacional
Fue internacional con la selección de fútbol de El Salvador, siendo el máximo goleador de su historia y el jugador que más goles ha anotado en fases de clasificación para la Copa Mundial de Fútbol, con 18 tantos.

## Clubes
| Club                            | País           | Año       | Partidos | Goles |
| ------------------------------- | -------------- | --------- | -------- | ----- |
| Club Deportivo Dragón           | El Salvador    | 1988-1990 |          | 34    |
| Club Deportivo Luis Ángel Firpo | El Salvador    | 1991-1996 |          | 119   |
| D.C. United                     | Estados Unidos | 1996-1997 | 67       | 49    |
| New England Revolution          | Estados Unidos | 1998      | 32       | 18    |
| San Jose Clash                  | Estados Unidos | 1999      | 18       | 4     |
| Tampa Bay Mutiny                | Estados Unidos | 1999-2000 | 22       | 13    |
| D.C. United                     | Estados Unidos | 2000-2001 | 18       | 6     |
| Colorado Rapids                 | Estados Unidos | 2001      | 12       | 3     |
| Club Deportivo Águila           | El Salvador    | 2002      | 24       | 5     |
| Charleston Battery              | Estados Unidos | 2002-2003 | 50       | 11    |
| Puerto Rico Islanders           | Puerto Rico    | 2004      | 15       | 7     |

### Carrera como legionario
Actualizado al último partido jugado el 16 de junio de 2001.
| Club                                  | Div.                | Temporada           | Liga  | Liga  | Copas nacionales | Copas nacionales | Copas internacionales | Copas internacionales | Total | Total |
| Club                                  | Div.                | Temporada           | Part. | Goles | Part.            | Goles            | Part.                 | Goles                 | Part. | Goles |
| ------------------------------------- | ------------------- | ------------------- | ----- | ----- | ---------------- | ---------------- | --------------------- | --------------------- | ----- | ----- |
| D. C. United Estados Unidos           | 1.ª                 | 1996                | 34    | 29    | -                | -                | -                     | -                     | 34    | 29    |
| D. C. United Estados Unidos           | 1.ª                 | 1997                | 26    | 17    | -                | -                | -                     | -                     | 26    | 17    |
| D. C. United Estados Unidos           | Total               | Total               | 60    | 46    | 0                | 0                | 0                     | 0                     | 60    | 46    |
| New England Revolution Estados Unidos | 1.ª                 | 1998                | 32    | 18    | -                | -                | -                     | -                     | 32    | 18    |
| New England Revolution Estados Unidos | Total               | Total               | 32    | 18    | 0                | 0                | 0                     | 0                     | 32    | 18    |
| San Jose Clash Estados Unidos         | 1.ª                 | 1999                | 18    | 4     | -                | -                | -                     | -                     | 18    | 4     |
| San Jose Clash Estados Unidos         | Total               | Total               | 18    | 4     | 0                | 0                | 0                     | 0                     | 18    | 4     |
| Tampa Bay Mutiny Estados Unidos       | 1.ª                 | 1999                | 15    | 9     | -                | -                | -                     | -                     | 15    | 9     |
| Tampa Bay Mutiny Estados Unidos       | 1.ª                 | 2000                | 7     | 4     | -                | -                | -                     | -                     | 7     | 4     |
| Tampa Bay Mutiny Estados Unidos       | Total               | Total               | 22    | 13    | 0                | 0                | 0                     | 0                     | 22    | 13    |
| D. C. United Estados Unidos           | 1.ª                 | 2000                | 16    | 5     | -                | -                | -                     | -                     | 16    | 5     |
| D. C. United Estados Unidos           | 1.ª                 | 2001                | 2     | 1     | -                | -                | -                     | -                     | 2     | 1     |
| D. C. United Estados Unidos           | Total               | Total               | 18    | 6     | 0                | 0                | 0                     | 0                     | 18    | 6     |
| Colorado Rapids Estados Unidos        | 1.ª                 | 2001                | 12    | 3     | -                | -                | -                     | -                     | 12    | 3     |
| Colorado Rapids Estados Unidos        | Total               | Total               | 12    | 3     | 0                | 0                | 0                     | 0                     | 12    | 3     |
| Charleston Battery Estados Unidos     | 2.ª                 | 2002                | 24    | 5     | -                | -                | -                     | -                     | 24    | 5     |
| Charleston Battery Estados Unidos     | 2.ª                 | 2003                | 26    | 6     | -                | -                | -                     | -                     | 26    | 6     |
| Charleston Battery Estados Unidos     | Total               | Total               | 50    | 11    | 0                | 0                | 0                     | 0                     | 50    | 11    |
| Puerto Rico Islanders Puerto Rico     | 2.ª                 | 2004                | 15    | 7     | -                | -                | -                     | -                     | 15    | 7     |
| Puerto Rico Islanders Puerto Rico     | Total               | Total               | 15    | 7     | 0                | 0                | 0                     | 0                     | 15    | 7     |
| Total en su carrera                   | Total en su carrera | Total en su carrera | 227   | 108   | 0                | 0                | 0                     | 0                     | 227   | 108   |

## Palmarés

### Campeonatos nacionales e internacionales
| Título                          | Club                            | País           | Año       |
| ------------------------------- | ------------------------------- | -------------- | --------- |
| Primera división de El Salvador | Club Deportivo Luis Ángel Firpo | El Salvador    | 1991-1992 |
| Primera división de El Salvador | Club Deportivo Luis Ángel Firpo | El Salvador    | 1992-1993 |
| MLS Cup                         | D.C. United                     | Estados Unidos | 1996      |
| MLS Cup                         | D.C. United                     | Estados Unidos | 1997      |
| USL First Division              | Charleston Battery              | Estados Unidos | 2003      |
| Southern Derby                  | Charleston Battery              | Estados Unidos | 2003      |